# كييف بيشيرسك لافرا
كييف بيشيرسك لافرا (الأوكرانية: Києво-Печерська лавра، بالحروف اللاتينية: Kyievo-Pecherska lavra)، المعروف أيضًا باسم دير كييف للكهوف، هو دير مسيحي أرثوذكسي شرقي تاريخي أطلق اسمه على أحد أحياء المدينة حيث يقع في كييف.
منذ تأسيسه على أنه دير الكهف في عام 1051، كان لافرا مركزًا بارزًا للمسيحية الأرثوذكسية الشرقية في أوروبا الشرقية.
كلمة pechera تعني الكهف. تُستخدم كلمة لافرا لوصف أديرة ذكور رفيعة المستوى لرهبان الكنيسة الأرثوذكسية الشرقية. لذلك، يُترجم اسم الدير أيضًا إلى دير كهف كييف أو دير كهوف كييف أو دير الكهوف في كييف (на печерах).

## تاريخ
وفقًا لسجلات الأحداث الأولية، في أوائل القرن الحادي عشر، عاد أنتوني، وهو راهب مسيحي من دير إسفيجمينون على جبل آثوس، من ليوبيش بإمارة تشرنيغوف، إلى روس واستقر في كييف كمبشر للتقاليد الرهبانية إلى كييفان روس. ". اختار كهفًا في جبل بيريستوف يطل على نهر دنيبر وسرعان ما نما مجتمع من التلاميذ. تنازل الأمير إيزياسلاف الأول من كييف عن الجبل بالكامل للرهبان الأنثونيين الذين أسسوا ديرًا بناه مهندسون معماريون من القسطنطينية.